# بوباكار جالو
بوبكر بوي جالو من مواليد 2 فبراير 1997) لاعب كرة قدم محترف يلعب كلاعب خط وسط دفاعي مع نادي التضامن الكويتي. وُلد في غينيا بيساو ومثّل البرتغال على مستوى الناشئين.

## حياة مهنية

### سبورتنج ب
في 9 ديسمبر 2015 شارك ديالو في أول مباراة احترافية له مع سبورتنج بي في مباراة بالدوري الإسباني 2015–16 ضد ديسبورتيفو داس أفيس ليحل بديلاً عن دانييل بودينس.

### إتش جيه كيه
في ديسمبر 2019 أُكد على انضمام جالو إلى نادي فيكاوسليجا الفنلندي أتش جيه كيه في هلسنكي بدءًا من موسم 2020 ووقع عقدًا لمدة عام واحد مع خيار لمدة عامين آخرين. في 26 يناير 2022 أنهي عقده مع أتش جيه كيه بالتراضي.

### روتشستر نيويورك
في 7 فبراير 2022 انتقل جالو إلى الولايات المتحدة ووقع عقدًا مع نادي روتشستر نيويورك.

### نادي لاهتي لكرة القدم
في 27 يناير 2023 عاد جالو إلى فنلندا ووقع عقدًا لمدة عام واحد مع لاهتي. في 5 أكتوبر 2023 مارس لاهتي خياره ومدد عقد جالو لموسم فيكاوسليغا. اختير جالو كأفضل لاعب في الموسم لنادي لاهتي لكرة القدم في عام 2023.

## إحصائيات المهنة
آخر تحديث 8 أغسطس 2024

.

## روابط خارجية
- الإحصائيات والملف الشخصي في LPFP (بالبرتغالية)
- الملف الشخصي لنادي سبورتينغ لشبونة
- FPF profile على موقع واي باك مشين (نسخة محفوظة December 11, 2015)